# Дебелоопашат посум
Дебелоопашат посум, още източен пигмейски посум (Cercartetus nanus), е вид бозайник от семейство Пигмейски посуми (Burramyidae). Видът не е застрашен от изчезване.

## Разпространение и местообитание
Разпространен е в Австралия.
Обитава гористи местности, пустинни области, долини, храсталаци, крайбрежия и плажове в райони с умерен климат. Среща се на надморска височина от 70,9 до 1138,5 m.

## Описание
Теглото им е около 26,9 g. Имат телесна температура около 35,6 °C.
Продължителността им на живот е около 10,3 години. Популацията на вида е намаляваща.